# Молочниця з Бордо
«Молочниця з Бордо» (ісп. La lechera de Burdeos) — картина іспанського художника Франсіско Гойї, написана у Франції в останні роки його життя.
Хоча «Молочниця з Бордо» широко визнана художніми критиками та публікою, у деяких істориків мистецтва є сумніви щодо авторства Гойї. Якщо картина все-таки належить пензлю Гойї, то найімовірніше на ній зображена Розаріо, дочка Леокадії Вайсс (Leocadia Weiss). Леокадія була далекою родичкою художника і його покоївки в Бордо, куди він поїхав, побоюючись переслідувань з боку нового уряду Іспанії. Можливо ця картина є портретом молочниці верхом на віслюку, який опинився за межами композиції. Тоді полотно відноситься до численної серії творів, в яких Гойя зображував вуличних торговців.
Техніка мазка, використана Гойєю в цій картині, нагадує досліди дивізіоністів, а уважна робота з природним світлом, що огортає фігуру молочниці, розглядалася істориками як передбачення імпресіонізму.

## Провенанс
Після смерті художника картина перейшла до його молодшого сина Хав'єра, який через фінансові труднощі був змушений продати її далекому родичу Хуану Баутісті де Мугіро (Juan Bautista de Muguiro). Нащадки Хуана Баутісти у 1946 році передали картину в музей Прадо, де вона перебуває донині. Інвентарний номер P2899.